# Platea, Pennsylvania
Platea, Pennsylvania (енгл. Platea) град је у америчкој савезној држави Пенсилванија.

## Демографија
По попису из 2010. године број становника је 430, што је 44 (-9,3%) становника мање него 2000. године.
| Група             | 2000.       | 2010.       |
| Белци             | 463 (97,7%) | 423 (98,4%) |
| Афроамериканци    | 2 (0,4%)    | 1 (0,2%)    |
| Азијати           | 0 (0,0%)    | 1 (0,2%)    |
| Хиспаноамериканци | 5 (1,1%)    | 2 (0,5%)    |
| Укупно            | 474         | 430         |